# Bruvno
Bruvno je selo u Zadarskoj županiji.

## Upravna organizacija
Upravno pripada općini Gračac.

## Zemljopisni položaj
Nalazi se sjeveroistočno od Gračaca, u jugoistočnom dijelu Like.

## Promet
Nalazi se nekoliko km istočno od državne ceste D1.

## Povijest
Popis stanovništva Like i Krbave iz 1712. godine bilježi da u Bruvnu živi 45 vlaških obitelji.

## Stanovništvo
Prema popisu 1991., Bruvno je imalo 292 stanovnika, 2001. 55 stanovnika, a 2011. 92 stanovnika.
| broj stanovnika | 2350  | 1343  | 1137  | 1266  | 1414  | 1379  | 1421  | 1347  | 834   | 836   | 818   | 610   | 432   | 292   | 55    | 92    | 46    |
|                 | 1857. | 1869. | 1880. | 1890. | 1900. | 1910. | 1921. | 1931. | 1948. | 1953. | 1961. | 1971. | 1981. | 1991. | 2001. | 2011. | 2021. |